# Wellington Arch

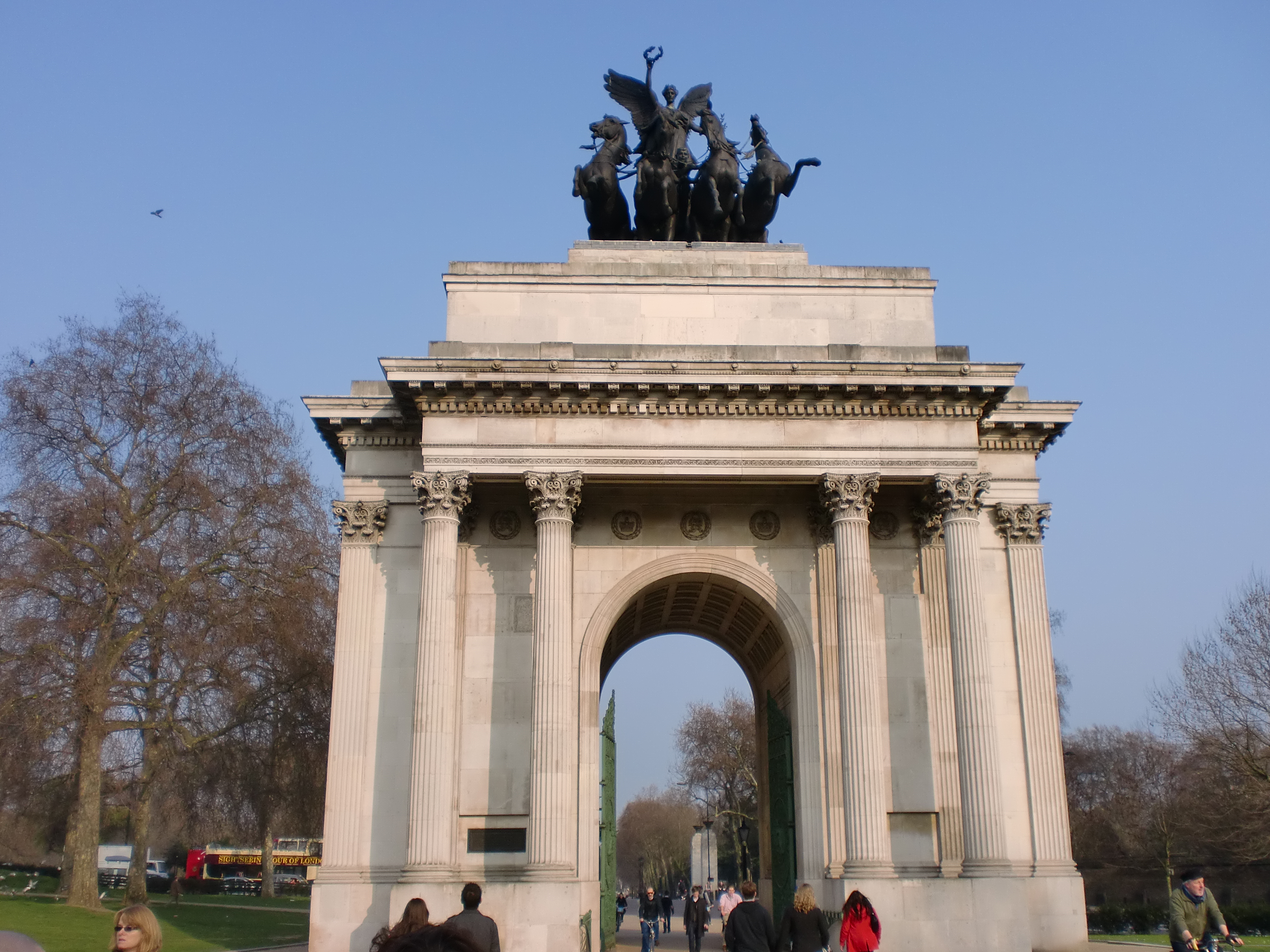
Wellington Arch

Wellington Arch (ook wel Constitution Arch genoemd) is een triomfboog in Londen ter ere van Arthur Wellesley, hertog van Wellington. 
Oorspronkelijk stond de in 1828 gebouwde boog naast Apsley House en markeerde de westelijke toegang tot Londen. Hij werd ontworpen door Decimus Burton. Op de boog stond een groot standbeeld van Wellington van de hand van Matthew Cotes Wyatt.
In 1883 werd de boog verplaatst naar de huidige locatie op Hyde Park Corner, omdat op de oorspronkelijke plaats een wegverbreding plaatsvond. Tegelijkertijd werd het standbeeld verwijderd en verplaatst naar Aldershot, een stad 55 kilometer ten zuidwesten van Londen. In 1912 werd een bronzen quadriga op de boog geplaatst, gemaakt door Adrian Jones.
De boog is hol van binnen en tot 1992 was er het op een na kleinste politiebureau van de stad gevestigd (het kleinste was gelegen aan Trafalgar Square). In dat jaar ging de boog over in handen van de organisatie English Heritage die het Engelse culturele erfgoed beheert. De boog is nu toegankelijk voor het publiek als tentoonstellingsruimte, waar men kennis kan nemen van de geschiedenis van de boog en de doeleinden waarvoor hij is gebruikt.